# Okres Kolín
Kolín (Duits: Kolin) is een district (Tsjechisch: Okres) in de Tsjechische regio Centraal-Boheemse Regio. De hoofdstad is Kolín. Het district bestaat uit 89 gemeenten (Tsjechisch: Obec). Sinds 1 januari 2007 horen dertien gemeenten die eerst bij deze okres hoorden bij de okres Praha-východ. De gemeente Vrbová Lhota hoort nu bij de okres Nymburk. Choťovice, Pňov-Předhradí, Tatce en Žehuň hoorden eerst bij Nymburk, maar nu bij Kolín.

## Lijst van gemeenten
De obce (gemeenten) van de okres Kolín. De vetgedrukte plaatsen hebben stadsrechten. De cursieve plaatsen zijn steden zonder stadsrechten (zie: vlek). Veel gemeenten in dit district zijn zelf weer onderverdeeld in deelgemeenten (části obcí).
Barchovice - Bečváry - Bělušice - Břežany I - Břežany II - Býchory - Cerhenice - Církvice - Černíky - Červené Pečky - Český Brod - Dobřichov - Dolní Chvatliny - Dománovice - Doubravčice - Drahobudice - Grunta - Horní Kruty - Hradešín - Choťovice - Chotutice - Chrášťany - Jestřabí Lhota - Kbel - Klášterní Skalice - Klučov - Kolín - Konárovice - Kořenice - Kouřim - Krakovany - Krupá - Krychnov - Křečhoř - Kšely - Libenice - Libodřice - Lipec - Lošany - Malotice - Masojedy - Mrzky - Nebovidy - Němčice - Nová Ves I - Ohaře - Ovčáry - Pašinka - Pečky - Plaňany - Pňov-Předhradí - Polepy - Polní Chrčice - Polní Voděrady - Poříčany - Přehvozdí - Přistoupim - Přišimasy - Radim - Radovesnice I - Radovesnice II - Ratboř - Ratenice - Rostoklaty - Skvrňov - Starý Kolín - Svojšice - Tatce - Tismice - Toušice - Třebovle - Tři Dvory - Tuchoraz - Tuklaty - Týnec nad Labem - Uhlířská Lhota - Veletov - Velim - Velký Osek - Veltruby - Vitice - Volárna - Vrátkov - Vrbčany - Zalešany - Zásmuky - Žabonosy - Ždánice - Žehuň - Žiželice
Benešov · Beroun · Kladno · Kolín · Kutná Hora · Mělník · Mladá Boleslav · Nymburk · Praha-východ · -západ · Příbram · Rakovník